# ساکیره (جاوا)
ساکیره (به لاتین: Sakire) یک روستا در گرجستان است که در ناحیه دزاو واقع شده‌است. ساکیره ۱٬۱۰۰ متر بالاتر از سطح دریا واقع شده‌است.